# Promet
Promet (Pm, łac. promethium) – pierwiastek chemiczny z grupy lantanowców w układzie okresowym. Został wytworzony sztucznie, nie ma żadnych stabilnych izotopów – wszystkie są radioaktywne. Jego śladowe ilości mogą powstawać w przyrodzie w wyniku naturalnych procesów rozpadu jądrowego. Nazwa pochodzi od postaci z mitologii greckiej – Prometeusza.
Pierwiastek ten został otrzymany w 1945 r. przez J.A. Marinsky’ego, C.D. Coryella i L.E. Glendenina z produktów rozszczepienia uranu w reaktorze jądrowym.

## Występowanie
Ze względu na krótki czas rozpadu żadna ilość pierwotnego prometu nie występuje na Ziemi. Mimo to śladowe ilości tego pierwiastka (4 części na trylion pod względem masy) zostały stwierdzone w rudach uranu pochodzących z Konga, gdzie powstały jako produkt samorzutnych reakcji rozszczepienia jąder uranu. Promet może powstawać także w wyniku bardzo rzadkiego procesu rozpadu alfa naturalnego izotopu europu – 151Eu.
Linie widmowe prometu zaobserwowano w widmie gwiazdy HR 465 w gwiazdozbiorze Andromedy oraz prawdopodobnie Gwiazdy Przybylskiego i HD 965. Wskazuje to, że pierwiastek ten musi być na bieżąco produkowany w tych gwiazdach.